# Darius Garland
Darius Kinnard Garland (Gary, Indiana, 26 de enero de 2000) es un baloncestista estadounidense que pertenece a la plantilla de los Cleveland Cavaliers de la NBA. Con 1,88 metros de estatura, ocupa la posición de base. Es hijo del que fuera también jugador de la NBA Winston Garland.

## Trayectoria deportiva

### High school
Asistió a la escuela de secundaria Brentwood Academy en Brentwood, Tennessee. En su temporada sénior promedió 27,6 puntos, 5,0 rebotes, 4,3 asistencias y 1,7 robos de balón, dando a su colegio su cuarto título estatal consecutivo.
Al término de la temporada, fue seleccionado para disputar los prestigiosos McDonald's All-American Game, donde repartió 11 asistencias, la mejor marca del partido, Jordan Brand Classic y Nike Hoop Summit, donde fue el máximo anotador de su equipo, con 16 puntos.

### Universidad
Comenzó su etapa universitaria en los Commodores de la Universidad Vanderbilt, donde apenas pudo disputar cinco partidos, promediando 16,2 puntos, 3,8 rebotes y 2,6 asistencias, ya que en el partido que le enfrentaba a Kent State sufrió una grave lesión en la rodilla, que le hizo perderse el resto de la temporada.
A pesar de su lesión y su corta carrera, en enero de 2019 anunció que abandonaba Vanderbilt para preparar su entrada en el Draft de la NBA, renunciando así a los tres años de carrera que le restaban.

#### Estadísticas
| Año     | Equipo     | PJ | PT | MPP  | %TC  | %3P  | %TL  | RPP | APP | ROB | TPP | PPP  |
| ------- | ---------- | -- | -- | ---- | ---- | ---- | ---- | --- | --- | --- | --- | ---- |
| 2018–19 | Vanderbilt | 5  | 5  | 27.8 | .537 | .478 | .750 | 3.8 | 2.6 | .8  | .4  | 16.2 |

### Profesional

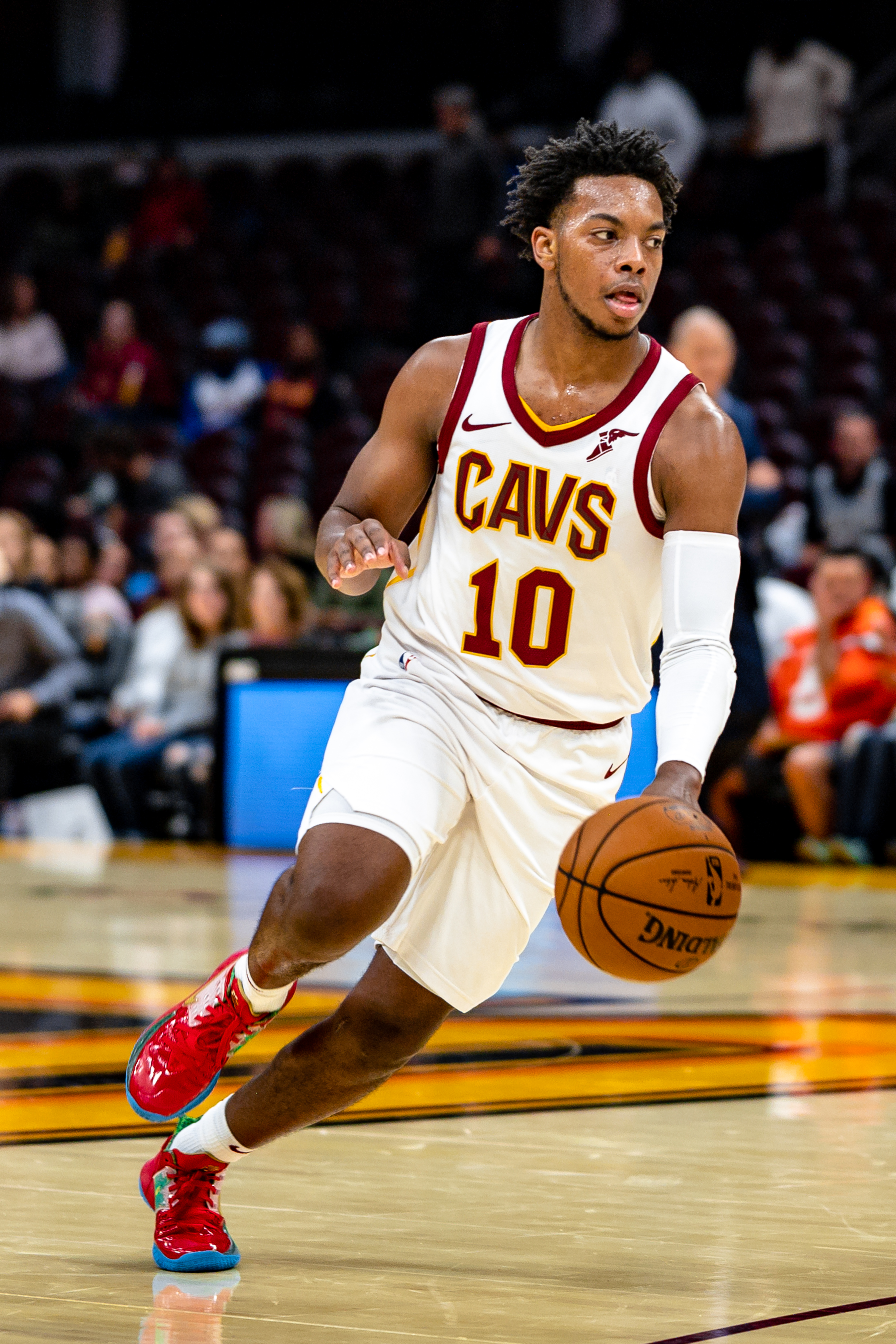
Garland en 2019.

Fue elegido en la quinta posición del Draft de la NBA de 2019 por los Cleveland Cavaliers. Garland hizo su debut en la NBA el 23 de octubre del 2019, en un partido contra el Orlando Magic que terminó en derrota 85-94, en el que Garland haría 8 puntos, 5 asistencias, 2 rebotes y un robo. El 22 de noviembre anotó 23 puntos con 5 triples anotados, lo que sería su máximo en la campaña 2019-20. Tras una temporada de muchos altibajos, acabó la temporada promediando 12,3 puntos, 3,9 asistencias y 1,9 rebotes, que no le bastaron para estar entre uno de los mejores quintetos de novatos.
En su temporada sophomore, Garland dio un paso adelante y demostró una gran mejoría, promediando 17.4 puntos, 6.1 asistencias y tirando casi un 40% en triples. Junto con su compañero de equipo Collin Sexton conformó el joven y dinámico backcourt de los Cavs, denominado "Sexland" [(Sex)ton, Gar(land)]. El 5 de abril del 2021 estableció su récord de puntos en su carrera, anotando 37 puntos en la victoria 125-101 frente a los San Antonio Spurs. Jugó su mejor baloncesto llegó ese mes de abril, en el que en 15 partidos promedió 20,5 puntos, 7,3 asistencias, 2,7 rebotes, 1,5 robos, 38% 3P y 48% TC, llegando a recibir votos para el jugador del mes de la Conferencia Este. El 22 de abril, en la victoria 121-105 sobre los Chicago Bulls, Garland se convirtió en el jugador que más rápido en llegó a los 200 triples en la historia de los Cavs, necesitando solo 107 partidos, superando a Kyrie Irving que lo hizo tras 121.
Su tercer año en Cleveland, con plena confianza y titularidad, alcanzó los 32 puntos el 3 de diciembre ante Washington Wizards y, al día siguiente, el 5 de diciembre ante Utah Jazz anotó 31. El 11 de enero registró el primer triple-doble de su carrera con 11 puntos, 10 rebotes y 15 asistencias ante Utah Jazz. El 14 de enero de 2022 ante San Antonio Spurs volvió a alcanzar los 32 puntos y, al día siguiente, el 15 de enero, repartió 18 asistencias ante Oklahoma City Thunder. El 3 de febrero, se anunció su presencia como reserva en el All-Star Game de la NBA 2022, siendo la primera participación de su carrera. El 8 de marzo ante Indiana Pacers consigue la máxima anotación de su carrera con 41 puntos.
El 2 de julio de 2022 acuerda una extensión de contrato con los Cavs por 5 años y $193 millones. Al comienzo de su cuarta temporada en Cleveland, el 13 de noviembre de 2022 ante Minnesota Timberwolves, anota 51 puntos. El 18 de noviembre ante Charlotte Hornets, 41. El 26 de diciembre ante Brooklyn Nets anota 46.
En su quinto año disputó únicamente 57 encuentros, todos ellos como titular, donde bajó su promedio anotador a 18 puntos por partido.
Durante su sexta temporada con los Cavs, el 9 de enero de 2025 ante Toronto Raptors, anota 40 puntos. A finales de enero de 2025 se anunció su participación como reserva en el All-Star Game, siendo la segunda nominación de su carrera. El 5 de febrero ante Detroit Pistons, anotó 25 puntos y consiguió la canasta ganadora sobre la bocina.

## Estadísticas de su carrera en la NBA

### Temporada regular
| Año      | Equipo    | PJ  | PT  | MPP  | %TC  | %3P  | %TL  | RPP | APP | ROB | TPP | PPP  |
| -------- | --------- | --- | --- | ---- | ---- | ---- | ---- | --- | --- | --- | --- | ---- |
| 2019-20  | Cleveland | 59  | 59  | 30.9 | .401 | .355 | .875 | 1.9 | 3.9 | .7  | .1  | 12.3 |
| 2020-21  | Cleveland | 54  | 50  | 33.1 | .451 | .395 | .848 | 3.4 | 6.1 | 1.2 | .1  | 17.4 |
| 2021-22  | Cleveland | 68  | 68  | 35.7 | .462 | .383 | .892 | 3.3 | 8.6 | 1.3 | .1  | 21.7 |
| 2022-23  | Cleveland | 69  | 69  | 35.5 | .462 | .410 | .863 | 2.7 | 7.8 | 1.2 | .1  | 21.6 |
| 2023-24  | Cleveland | 57  | 57  | 33.3 | .446 | .371 | .834 | 2.7 | 6.5 | 1.3 | .1  | 18.0 |
| Total    | Total     | 307 | 303 | 33.8 | .448 | .384 | .864 | 2.6 | 6.7 | 1.2 | .1  | 18.4 |
| All-Star | All-Star  | 1   | 0   | 24.0 | .417 | .429 | –    | 1.0 | 3.0 | 2.0 | .0  | 13.0 |

### Playoffs
| Año   | Equipo    | PJ | PT | MPP  | %TC  | %3P  | %TL  | RPP | APP | ROB | TPP | PPP  |
| ----- | --------- | -- | -- | ---- | ---- | ---- | ---- | --- | --- | --- | --- | ---- |
| 2023  | Cleveland | 5  | 5  | 37.7 | .438 | .387 | .840 | 1.8 | 5.0 | 1.6 | .2  | 20.6 |
| 2024  | Cleveland | 12 | 12 | 36.0 | .427 | .352 | .810 | 3.6 | 5.8 | 1.1 | .2  | 15.7 |
| Total | Total     | 17 | 17 | 36.5 | .430 | .363 | .826 | 3.1 | 5.5 | 1.2 | .2  | 17.1 |

## Vida personal
Darius es hijo de Winston Garland, que jugó al baloncesto universitario en Missouri State y disputó siete temporadas en la NBA. Sus dos abuelos sirvieron en la Armada de los Estados Unidos. 
Tiene una hermana mayor, Kacie, y otros cuatro hermanos mayores, Desmond, Cody, Miguel y Hilton.